# Museo di Suzhou
Il Museo di Suzhou (蘇州博物館S, Sūzhōu BówùguǎnP) è un museo situato a Suzhou di arte cinese antica che ospita dipinti, calligrafie e artigianato. È uno dei musei più visitati al mondo, con 2.340.000 visitatori nel 2018. Esso si trova presso il tempio ancestrale della famiglia Bei vicino al giardino della Foresta dei Leoni.

## Storia
Il Museo di Suzhou fu fondato nel 1960 e originariamente fu collocato nell'ex residenza di Zhong Wang, un importante generale protagonista della rivolta dei Taiping. Nel 1986 il Museo del folclore di Suzhou, che in seguito divenne l'Unità nazionale di protezione delle reliquie culturali chiave, fu inaugurato in occasione del 2500º anniversario della fondazione della città. Nel 2006 il museo si è trasferito nella sede attuale, un edificio progettato dall'architetto sinostatunitense Ieoh Ming Pei, nato a Suzhou. Il nuovo edificio si estende su una superficie di 10700 mq insieme ad un'area edificabile di oltre 19000 mq.

## Collezione
Le aree espositive combinate del museo coprono circa 3.600 metri quadrati. Il museo ospita circa 30.000 pezzi, tra cui reperti culturali rinvenuti, dipinti, calligrafie e manufatti. Inoltre vi sono più di 70.000 libri e documenti e oltre 20.000 sfregamenti di iscrizioni su pietra . La collezione dei dipinti e delle calligrafie comprende opere di maestri della dinastia Song, della dinastia Ming e della dinastia Qing.
Il museo ospita 4 mostre permanenti, ovvero le Reliquie di Wudi, il Tesoro nazionale della Torre di Wu, il Wuzhong Fengya e Calligrafia e pittura di Wumen. Esse mostrano ceramiche preistoriche e manufatti di giada, oltre alle reliquie culturali buddiste provenienti dalla Pagoda della Collina della Tigre e dal tempio Ruiguang. La sala della storia di Suzhou mostra la storia dell'area coprendo il Paleolitico, le dinastie Ming e Qing e il periodo primaverile e autunnale, quando fu fondato il primo insediamento da cui si sarebbe sviluppata l'odierna città.